# ドイツ免疫学会賞
ドイツ免疫学会賞（ドイツ語: Deutscher Immunologie-Preis）は、ドイツの免疫学の賞。1973年から2014年までは、オズワルド・アベリーとカール・ラントシュタイナーを記念して「アベリー・ラントシュタイナー賞（Avery-Landsteiner-Preis）」という名称であった。賞金は10,000ユーロ。

## 受賞者
- 1973年 Walther F. Goebel、Jacques Oudin
- 1975年 Henry Kunkel
- 1977年 Klaus Rajewsky
- 1979年 セーサル・ミルスタイン
- 1981年 利根川進
- 1983年 Ion Gresser
- 1985年 Peter Perlmann
- 1987年 Joost J. Oppenheim
- 1990年 Harald von Boehmer
- 1992年 Hans-Georg Rammensee
- 1994年 Tim Mosmann
- 1996年 岸本忠三
- 1998年 Peter H. Krammer
- 2000年 Hidde Ploegh
- 2002年 Charles Janeway
- 2004年 Klas Kärre
- 2006年 フィリッパ・マラック
- 2008年 マックス・クーパー
- 2010年 審良静男
- 2012年 アラン・フィッシャー
- 2014年 Andreas Radbruch
- 2016年 Hans-Reimer Rodewald
- 2019年 坂口志文
- 2020年 Thomas Boehm
- 2022年 オズレム・テュレジ、ウール・シャヒン、カリコー・カタリン